# وو یونگمی
وو یونگمی (انگلیسی: Wu Yongmei؛ زادهٔ ۱ ژانویهٔ ۱۹۷۵) بازیکن والیبال اهل چین است.